# Porto de Mós
Porto de Mós là một huyện thuộc tỉnh Leiria, Bồ Đào Nha. Huyện này có diện tích 264 km², dân số thời điểm năm 2001 là 24271 người.